# Географические названия Урала
«Географические названия Урала» — топонимический словарь, описывающий региональный топонимистикон горной страны Урал. Автор — Александр Константинович Матвеев, основатель уральской ономастической школы, член-корреспондент РАН.
Первое издание вышло в 1980 году, второе и дополненное — в 1987, третье дополненное — в 2008 году.
В словарь включены названия Большого Урала: Свердловской, Челябинской, Оренбургской областей, Пермского края, Республики Башкортостан, восточных районов Республики Коми и Ненецкого автономного округа, западных районов Тюменской области, Ханты-Мансийского и Ямало-Ненецкого автономных округов. Включены в словарь и названия некоторых смежных с Уралом важных географических объектов (Курган, Ямал и др.).
Географические названия приводятся в алфавитном порядке.

## Использованная литература
- Алекса А. П. Словарь терминов и других слов, встречающихся в ненецких географических названиях. — М., 1971.
- Альбрутп М. И. Географические названия Челябинской области // Доклады научно-краеведческой конференции Челябинского отдела Географического общества СССР. — Челябинск, 1966. Вып. 2.
- Аникин А. Е. Этимологический словарь русских диалектов Сибири. Заимствования из уральских, алтайских и палеоазиатских языков. 2-е издание, исправленное и дополненное. — Москва, Новосибирск, 2000.
- Анимица Е. Г. Города Среднего Урала. — Свердловск, 1983.
- Архипова Н. П. Заповедные места Свердловской области. — Свердловск, 1984.
- Архипова Н. П. Окрестности Свердловска. — Свердловск, 1981.
- Архипова Н. П., Ястребов Е. В. Как были открыты Уральские горы. — Свердловск, 1990.
- Афанасьев А. П. Топонимия Республики Коми. Словарь-справочник. — Сыктывкар, 1996.
- Баклунд О. О. Общий обзор деятельности экспедиции братьев Кузнецовых на Полярный Урал летом 1909 года // Записки Академии наук по физико-математическому отделению. Серия 8, т. 28, № 1. — СПб., 1911.
- Баскаков Н. А. Русские фамилии тюркского происхождения. — М., 1979.
- Бессонов А. Г. Примечания к статье Р. Игнатьева «Названия вод, урочищ и пр. как памятники югров в Уфимской губернии»//Записки Оренбургского отдела Русского географического общества. — Оренбург, 1881. Вып. 4.
- Веселовский С. Б. Ономастикон. — М., 1974.
- Гафуров А. Г. Имя и история. Об именах арабов, персов, таджиков и тюрков. Словарь. — М., 1987.
- Геннин В. Н. Описание уральских и сибирских заводов. — М., 1937.
- Географический лексикон Российского государства, составленный Ф. Полуниным и дополненный Г. Ф. Миллером. — М., 1773.
- Глинских Г. В. Мансийские субстратные топонимы в русских говорах по р. Тавде // Этимология русских диалектных слов. — Свердловск, 1978.
- Глинских Г. В. Русская топонимика мансийского происхождения на территории среднего и нижнего Припелымья // Вопросы топономастики. — Свердловск, 1971. Вып. 5.
- Глинских Г. В., Матвеев А. К. Материалы по мансийской топонимике. I // Вопросы ономастики. — Свердловск, 1975. Вып. 10.
- Гофман Э. К. Материалы для составления геологической карты казенных горных заводов Хребта Уральского // Горный журнал. — СПб., 1865—1868.
- Гофман Э. К. Северный Урал и береговой хребет Пай-Хой. — СПб., 1856.
- Даль В. И. Толковый словарь живого великорусского языка. — М., 1955.
- Дмитриев А. Л. Пермская старина. — Пермь, 1889—1900. Вып. 1-8.
- Доброхотов Ф. П. Урал Северный, Средний и Южный. Справочная книга. — Пг., 1917.
- Дунаев Ю. А. Топонимы окрестностей Первоуральска. — Первоуральск, 2003.
- Житников В. Ф. Фамилии уральцев и северян: Опыт сопоставления антропонимов, образованных от прозвищ, в основе которых лежат диалектные апеллятивы. — Челябинск, 1997.
- Иванова Е. Э. Топонимия среднего течения реки Чусовой: Дис…. канд. филол. наук. — Екатеринбург, 1993.
- Камалов А. А. Башкирская топонимия. — Уфа, 1994.
- Камалов А. А. Некоторые вопросы изучения топонимии Башкирии //Ономастика Поволжья, 3. — Уфа, 1973.
- Камалов А. А. О топонимии Башкирии // Советская тюркология, 1980, № 2.
- Керцелли С. В. По Большеземельской тундре с кочевниками. — Архангельск, 1911.
- Киекбаев Д. Г. Вопросы башкирской топонимики // Ученые записки Башкирского пединститута им. К. А. Тимирязева. — Уфа, 1956. Вып. 8.
- Книга Большому Чертежу. М.—Л., 1950.
- Койчубаев Е. Краткий словарь топонимов Казахстана. — Алма-Ата, 1974.
- Корнилов Г. Е. К вопросу о способах образования башкирских гидронимов и оронимов//Вопросы топономастики. — Свердловск, 1962. Вып. 1.
- Кривощеков И. Я. Словарь Верхотурского уезда Пермской губернии. — Пермь, 1910.
- Кривощеков И. Я. Словарь географическо-статистический Чердынского уезда Пермской губернии. — Пермь, 1914.
- Кривощекова-Гантман А. С. Географические названия Верхнего Прикамья. — Пермь, 1983.
- Кротов П. И. Материалы для географии Урала. Орогидрографические исследования в южной части Среднего Урала // Записки Русского Географического общества по общей географии. — СПб., 1905. Т. 24. № 3.
- Кузакова Е. А. О мансийских топонимах на верхней Конде // Советское финно-угроведение, 1987, № 2.
- Кузакова Е. А. Топонимия восточных манси // Советское финно-угроведение, 1979, № 2.
- Кузеев Р. Г.Происхождение башкирского народа. — М., 1974.
- Куклин А. Н. О некоторых ойконимах Приуралья // Вопросы марийской ономастики. — Йошкар-Ола, 1978.
- Лепехин И. И. Дневные записки путешествия. — СПб., 1821—1822. Ч. 2,3.
- Ложкин В. А. Названия рек и озёр Урала: Краткий словарь. Рукопись.
- Лыткин В. Я., Гуляев Е. С. Краткий этимологический словарь коми языка. — Сыктывкар, 1999.
- Майданова Л. М. Ареалы финно-угорской этнонимики Урала // Вопросы топономастики. — Свердловск, 1962. Вып. 1.
- Матвеев А. К. Вершины Каменного Пояса: Названия гор Урала. — Челябинск, 1990.
- Матвеев А. К. Географические названия Свердловской области. Топонимический словарь. — Екатеринбург, 2007.
- Матвеев А. К. Географические названия Тюменского Севера. — Екатеринбург, 1997.
- Матвеев А. К. Географические названия Урала. Краткий топонимический словарь. — Свердловск, 1987.
- Мезенцев П. К. Загадочный мир названий. Ашинский топонимический словарь. — Челябинск, 1998.
- Миллер Г. Ф. История Сибири. — М.-Л..Т. I. 1937; Т. 2. 1941.
- Мосин А. Г. Уральский исторический ономастикон. — Екатеринбург, 2001.
- Мосин А. Г. Уральские фамилии (материалы для словаря). Т. 1. Фамилии жителей Камышловскогоуезда Пермской губернии (по данным исповедальных росписей 1822 года). — Екатеринбург, 2000.
- Муминов М. Т. Русская топонимия субстратного происхождения в междуречье Тавды и Исети. Дис…. канд. филол. наук. — Свердловск, 1970.
- Мурзаев Э. М. Словарь народных географических терминов. — М., 1984.
- Никонов В. А. Краткий топонимический словарь. — М., 1966.
- Очерки истории и культуры Верхотурья и Верхотурского края. — Екатеринбург, 1998.
- Паллас П. С. Путешествие по разным провинциям Российского государства.—СПб., 1786. Ч. 2. Кн. 1 и 2.
- Петровский Н. А. Словарь русских личных имен. — М., 1966.
- Полякова Е. Н. К истокам пермских фамилий. — Пермь, 1997.
- Полякова Е. Н. Словарь географических терминов в русской речи Пермского края. — Пермь, 2007.
- Полякова Е. Н. Словарь пермских фамилий. — Пермь, 2005.
- Попов А. И. Названия народов СССР. — Л., 1973.
- Попов С. В. Названия студеных берегов. — Мурманск, 1990.
- Попов С. В., Троицкий А. В. Топонимика морей Советской Арктики. — Л., 1972.
- Прихода и церкви Екатеринбургской Епархии. — Екатеринбург, 1902.
- Путешествие через Сибирь от Тобольска до Нерчинска и границу Китая русского посланника Николая Спафария в 1675 году// Записи Русского географического общества по отделению этнографии, т. X, вып. 1. —СПб., 1882.
- Регули А. Письмо академику П. И. Кеппену// Записки Русского географического общества, кн. З. — СПб., 1849.
- Ремезов С. У. Чертежная книга Сибири 1701 года. — СПб., 1882.
- Розен М. Ф., Малолетко А. М. Географические термины Западной Сибири. — Томск, 1986.
- Ромбандеева Е. Н. Название разновидностей гор в мансийском языке //Советское финно-угроведение, 1987, № 4.
- Ромбандеева Е. Н. Некоторые этимологии мансийских топонимов //Вопросы финно-угорского языкознания. Вып. 3. — М., 1966.
- Ромбандеева Е. Н. Ойконимы на территории расселения северных манси // Материалы IV Югорских чтений. Сборник научных статей. — Ханты-Мансийск, 2001.
- Россия. Полное географическое описание нашего отечества. Урал и Приуралье. — СПб., 1914. Т. 5.
- Рычков П. И. Топография Оренбургской губернии. — СПб., 1762.
- Свердловская область. Материалы к историко-географическому словарю. — Свердловск, 1962.
- Слободинская Т. Ф. Географические названия Оренбургской области. Краткий топонимический словарь. 2-е издание, переработанное и дополненное. — Орск, 1999.
- Словарь топонимов Башкирской АССР. — Уфа, 1980.
- Смирнов О. В. Русская топонимия северной части горнозаводского Урала. Дис…. канд филол. наук. — Екатеринбург, 1997.
- Татищев В. Н. Избранные труды по географии России. — М., 1950.
- Татищев В. Н. Лексикон Российской, исторической, географической, политической и гражданской. — СПб., 1793.
- Терещенко Н. М. Некоторые особенности ненецкой топонимии // Ономастика Европейского Севера СССР. — Мурманск, 1982.
- Тупиков Н. М. Словарь древнерусских личных собственных имен. — СПб., 1903.
- Туркин А. И. Топонимический словарь Коми АССР. — Сыктывкар, 1986.
- Унбегаун Б. О. Русские фамилии. — М., 1989.
- Уральская советская энциклопедия. — Свердловск, Москва, 1933. Т. 1.
- Уральская историческая энциклопедия. — Екатеринбург, 1998.
- Фальк И. П. Записки путешествия академика Фалька. — СПб., 1824—1825. Т. 6,7.
- Фасмер М. Этимологический словарь русского языка. — М., 1996. Т. 1-4.
- Федосюк Ю. А. Русские фамилии. — М., 1996.
- Фролов Н. К. Статиграфия автохтонной топонимии Нижнего Пообья. — Красноярск, 1986.
- Фролов Н. К. Структура топонимии Тюменского Зауралья. — Тюмень, 1984.
- Хисамитдинова Ф. Г. Башкирская ойконимия XVI—XIX вв. — Уфа, 1991.
- Хисамитдинова Ф. Г. Географические названия Башкортостана. Материалы для историко-этимологического словаря. Издание второе, исправленное и дополненное. — Уфа, 2006.
- Чупин Н. К. Географический и статистический словарь Пермской губернии. — Пермь, 1873—1888.
- Шайхулов А. Г. Татарские и башкирские личные имена тюркского происхождения. — Уфа, 1983.
- Шакуров Р. З.По следам географических названий. Топонимия бассейна реки Демы. — Уфа, 1986.
- Шишонко В. Н. Пермская летопись. — Пермь, 1881—1889.
- Шренк А. И. Путешествие к северо-востоку Европейской России. — СПб., 1855.
- Штейниц В. Из топонимики Северного Пообья // Географические названия. Вопросы географии. Сб. 58. — М., 1962.
- Шувалов Н. И. От Парижа до Берлина по карте Челябинской области. Топонимический словарь. Издание третье, переработанное и дополненное. — Челябинск, 1999.
- Шумилов Е. Н. Краткий топонимический словарь Пермского края. — Пермь, 2005.
- Шумилов Е. Н. Тимошка Пермитин из деревни Пермяки: Географические названия и фамилии Пермского края. — Пермь, 1991.
- Югория. Энциклопедия Ханты-Мансийского автономного округа. Т. 1-1V. — Ханты-Мансийск, 2000—2005.
- Юрьев Д. Ф. Топографическое описание Северного Урала и рек его обоих склонов// Записки Русского географического общества. — СПб., 1852, кн. 6.
- Georgi J.G. Bemerkungen einer Reise im Russischen Reiche in den Jahren 1773 und 1774.— SPb., 1775. B. 1-2.
- Kannislo A. Uber die friiheren Wohngebiete der Wogulen im Lichte der Ortsnamenforschung// Finnisch-Ugrische Forschungen. — Helsinki, 1927. B. 18.
- Keyserling A. und Krusenstern P. Wissenschaftliche Beobachtungen auf einer Reise in das Petschora-Land im Jahre 1843. — SPb., 1846.
- Munkacsi B. — Kalman B. Wogulisches Worterbuch. — Budapest, 1986.
- Radomski R. Ortsnamen des ostjakischen Wohngebietes. — Miinchen, 1994.
- Radomski R. Ostjakische Ortsnamen. — Kiel, 1969. * Reguly A. Ethnographisch-geographische Karte des Nordlichen Ural Gebietes entworfen auf einer Reise in den Jahren 1844—1845. —SPb., 1846.
- Steinitz IF. Dialektologisches und etymologisches Worterbuch der ostjakischen Sprache. — Berlin, 1966—1988.

## Библиографическое описание
- Географические названия Урала : Крат. топоним. словарь / А. К. Матвеев. — Свердловск : Сред.-Урал. кн. изд-во, 1980. — 318 с.
- Географические названия Урала : Крат. топоним. слов. / А. К. Матвеев. — 2-е изд., перераб. и доп. — Свердловск : Сред.-Урал. кн. изд-во, 1987. — 206 с.
- Географические названия Урала : топонимический словарь / А. К. Матвеев. — Екатеринбург : Сократ, 2008. — 351 с.